# 雷·弗里曼
雷蒙德·弗里曼（英語：Raymond Freeman，1932年1月6日—2022年5月1日），英国化学家，剑桥大学耶稣学院教授。知名于对核磁共振的研究。

## 生平
1932年生于诺丁汉。1940年丧父。曾就读于诺丁汉高中，1949年获得奖学金进入牛津大学林肯学院学习，开学前在皇家空军服役两年。1957年，在导师的介绍下，他加入了法国萨克雷的阿纳托尔·亚伯拉罕团队，在罗伯特·庞德的指导下进行了两年的博士后研究。随后他回国，进入英国国家物理实验室基础物理部工作。1963年搬至美国加利福尼亚州帕罗奥图的实验室继续从事核磁共振研究工作。1973年回到英国，成为牛津大学莫德林学院Fellow。1979年当选皇家学会院士。1987年转至剑桥大学耶稣学院工作。1990年获得利华休姆奖章。1999年退休。2002年获得皇家獎章。2022年5月1日逝世。